# Sean Sasser
Sean Franklin Sasser (25 de outubro de 1968 – 7 de agosto de 2013) foi um educador, ativista, chef confeiteiro e personalidade de reality show americano mais conhecido por suas aparições no programa da MTV The Real World: San Francisco, que retratou seu relacionamento com um colega ativista da AIDS Pedro Zamora. Embora ele próprio não seja um dos membros do elenco original, o relacionamento de Sasser com Zamora foi um dos pontos focais daquela temporada. Isso incluiu uma cerimônia de compromisso em que os dois trocaram votos, a primeira cerimônia desse tipo para um casal do mesmo sexo na televisão, e considerada um evento marcante no meio.

## Juventude
Sean Franklin Sasser nasceu em 25 de outubro de 1968, em Detroit, onde cresceu. Quando ele tinha seis anos, seus pais se divorciaram, após o que seu pai, um sargento do exército, esteve ausente de sua vida, enviando-lhe um relógio Casio todos os anos em seu aniversário. (Anos depois, seu pai ligou quando Sasser estava em Minneapolis e deixou uma mensagem com o namorado de Sasser, mas não deixou número e não ligou de volta.) A mãe de Sasser, Patricia Sasser, continuou a criar Sasser e sua irmã mais nova. Sasser frequentou uma escola particular, o que, segundo ele, provavelmente não era típico da maioria dos jovens afro-americanos da área urbana de Detroit. Mais tarde, ele frequentou a Cass Technical High School, uma escola magnética preparatória para a faculdade.
Após o ensino médio, Sasser frequentou a Universidade de Chicago para estudar as civilizações do Oriente Próximo e se tornar um arqueólogo, comentando: "Eu queria ser um dos primeiros grandes arqueólogos negros a denunciar todo esse material egípcio que foi roubado por outras culturas." No entanto, ele ficou entediado e deprimido e mal completou seu primeiro ano. Sasser abandonou a faculdade, pretendendo inicialmente tirar um ano de folga. Depois de se assumir gay para sua mãe devotamente religiosa (filha de uma mãe ministra), ele tentou se alistar na Marinha dos Estados Unidos, explicando em uma entrevista de 1997: "Eu não queria mais ser gay. Achei que funcionaria. Você sabe, a disciplina, todas essas coisas. Antes que ele pudesse sair de casa, porém, um exame de sangue obrigatório revelou que Sasser, de 19 anos, era HIV positivo. Decidiu matricular-se na escola de culinária, pois sempre gostou de cozinhar, e queria abrir seu próprio restaurante.
Depois de terminar a escola, Sasser encontrou emprego como cozinheiro em restaurantes locais de Chicago, mas estava muito obcecado pela ideia de morrer de AIDS. Percebendo que "precisava descobrir como continuar a viver", mudou-se para São Francisco, cuja maior consciência e diversidade sobre o HIV lhe permitiu encontrar pessoas com quem se relacionasse mais facilmente - especificamente, pessoas soropositivas mais próximas da sua idade - que levantou seu ânimo. Sasser juntou-se a um movimento de jovens soropositivos que defendia a atenção aos adolescentes com a doença e começou a falar a grupos sobre a sua própria experiência com o HIV. Posteriormente, ele ajudou um grupo de apoio chamado Bay Area Positives, para jovens negros. Ele apareceu em vários vídeos em nome do grupo, incluindo "Not Me", que foi ao ar na PBS. Ele foi fotografado por Annie Leibovitz para uma campanha nacional de conscientização sobre a AIDS.

## Relacionamento com Pedro Zamora eThe Real World
Sasser participou na Marcha Lésbica e Gay de 1993 em Washington, onde se apresentou a um colega educador sobre a AIDS chamado Pedro Zamora. Embora Sasser não tenha caracterizado seu encontro com Zamora como amor à primeira vista (ambos estavam envolvidos com outras pessoas na época), ele ficou comovido com a presença e convicção de Zamora, lembrando: “Eu fiquei tipo, 'Uau.' Nunca encontrei alguém que fosse tão bom nisso quanto ele." Sasser encorajou Zamora a ligar para ele se Zamora alguma vez visitasse São Francisco. Posteriormente, Sasser soube que os produtores de The Real World estavam procurando uma pessoa soropositiva para o elenco da temporada de 1994, na temporada de São Francisco, onde Sasser morava há alguns anos, e acabou descobrindo que a pessoa escolhida era Zamora, a quem Sasser sentiu que era ideal para o papel.
Sasser morava em São Francisco há alguns anos na década de 1990. Quando Zamora se mudou para o loft do The Real World em São Francisco, ele e Sasser começaram a namorar. Zamora pediu permissão aos produtores do programa para sair no segundo encontro sem câmeras, para que ele e Sasser pudessem se conhecer em um ambiente mais natural. Depois que os produtores permitiram isso, Sasser e Zamora se apaixonaram, e o relacionamento deles se tornou o ponto focal da temporada. O relacionamento deles obteve a aprovação dos colegas de casa e amigos íntimos de Zamora, Judd Winick e Pam Ling, este último brincou que Sasser e Zamora "se tornariam os prefeitos de Castro Street". Winick acrescenta que, embora Sasser fosse uma pessoa reservada que tinha a capacidade de fazer as malas e deixar a cidade em pouco tempo, a abertura de Zamora os levou a discutir arranjos de vida mais permanentes como casal. Sasser pediu Zamora em casamento, e os dois trocaram votos em uma cerimônia de compromisso no loft, a primeira cerimônia desse tipo para um casal do mesmo sexo na história da televisão.
Após o término da produção de The Real World em junho de 1994, Zamora visitou sua família em Miami antes de retornar a São Francisco para morar com Sasser. Em agosto de 1994, Zamora foi diagnosticado na Cidade de Nova Iorque com leucoencefalopatia multifocal progressiva (LMP), e recebeu três a quatro meses de vida. Em 3 de setembro, Zamora foi levado de avião para o Mercy Hospital em Miami, onde sua família poderia ficar perto dele. A família dele não aceitava Sasser, no entanto, e porque o PML gradualmente retirou a capacidade de falar de Zamora, Zamora não foi capaz de comunicar explicitamente a eles a importância de Sasser em a vida dele. Isto levou a confrontos entre Sasser e os Zamoras, que lhe disseram que "Pedro já não precisava de ter amante", e principalmente excluíram Sasser de Zamora nos seus últimos dias. Zamora morreu em 11 de novembro de 1994. Sasser retornou a São Francisco dois dias depois. Seis meses após a morte de Zamora, ele retomou suas palestras sobre questões LGBT e HIV. Em 1995, ele discursou na conferência inaugural sobre AIDS na Casa Branca e foi nomeado pelo presidente Bill Clinton para o Conselho Consultivo Presidencial sobre HIV/AIDS. Ele se mudou para Atlanta no final de 1995, para ficar com o namorado, e esperava abrir um café.
Em 2008, a Bunim-Murray Productions produziu o filme Pedro, dirigido por Nick Oceano, dramatizando a vida de Zamora. No filme, Sasser é interpretado por DaJuan Johnson. Sasser questionou a maneira como o filme retrata seu relacionamento com a família de Zamora. No filme, depois que Zamora é hospitalizado em Miami, seu pai e irmãos inicialmente se recusam a aceitar Sasser como marido de Zamora, dizendo a Sasser que seu tempo em São Francisco acabou e tentam mantê-los separados. Depois que Zamora se opõe a isso, a família de Zamora é obrigada a assistir ao vídeo de sua cerimônia de compromisso e aceitar Sasser como marido de Zamora. Sasser, que lamentou não ter tido a oportunidade de passar mais tempo com Zamora, diz que não foi isso que aconteceu na realidade, dizendo: "Tenho muito ressentimento em lidar com a homofobia da família dele, bem como lidar com ele morrendo... É problemático. Se tivesse havido algum tipo de apoio por trás da nossa cerimônia de compromisso... Tive dificuldade em lidar com a família dele. Com a morte do Pedro e a permissão para ficar no hospital... Não sei ... Talvez pudesse ter ajudado a família a lidar com a minha presença, sabe?"

## Depois doThe Real World
Sasser foi chef confeiteiro nas propriedades do hotel Ritz-Carlton e chefe confeiteiro do The Nines, um hotel de luxo em Portland, Oregon. Ele se mudou para Washington, D.C. em 2012, onde, como chef confeiteiro em um restaurante chamado RIS, foi elogiado pelo Washington Blade por seus sorbets e sorvetes caseiros. Sasser disse sobre seu trabalho: "Quero servir sobremesas e doces que as pessoas reconheçam e adorem comer, mas às vezes com um toque inesperado de surpresa."
Em junho de 2013, Sasser casou-se com Michael Kaplan, com quem ele namorava intermitentemente desde 1990, e com quem havia se mudado seis anos antes. Enquanto vivia no Distrito, Sasser serviu como membro do conselho da AIDS Alliance for Children, Youth and Families. Ele atuou em organizações juvenis e de orientação, e ele e Kaplan serviram como pais adotivos de uma menina de 4 anos.

## Morte e legado
Em julho de 2013, Sasser, que era HIV positivo há 25 anos, também foi diagnosticado com mesotelioma, um câncer raro de pulmão. Sasser não tinha exposição ocupacional conhecida ao amianto, a principal causa do mesotelioma, embora estudos sugiram que "a imunossupressão crônica aumenta a suscetibilidade ao mesotelioma". Ele morreu em sua casa em 7 de agosto de 2013, aos 44 anos. De acordo com seus desejos, seu corpo foi cremado e suas cinzas espalhadas sobre lugares que ele esteve ou desejou visitar. Ele deixa seu marido, Michael, sua mãe, Patricia, e sua irmã, uma dançarina que mora em Detroit com o marido e a filha.
O relacionamento de Sasser com Zamora é creditado por quebrar um tabu contra mostrar dois homens em um relacionamento amoroso e estável na televisão. O membro do elenco de Real World: Miami, ele próprio abertamente gay, declarou: "Muito antes de Ellen ou Will & Grace mostrarem gays na TV vivendo vidas convencionais, e antes que a magia dos 'coquetéis' de inibidores de protease transformassem o HIV em uma doença controlável, Sasser deu uma cara corajosa a ambas as questões e trouxe esses tópicos tabu para educar milhões de jovens americanos."
O Sean Sasser Memorial Endowment Fund da AIDS United foi criado em setembro de 2013 para mobilizar apoio para programas que melhorem os resultados de saúde para homens gays de cor. O viúvo de Sasser, Michael Kaplan, é o CEO da AIDS United.
Em junho de 2020, o nome de Sasser foi adicionado aos nomes de "pioneiros, pioneiros e heróis" americanos no Muro de Honra Nacional LGBTQ dentro do Monumento Nacional de Stonewall (SNM) no Stonewall Inn da Cidade de Nova Iorque, o primeiro monumento nacional dos Estados Unidos dedicado aos direitos e à história LGBTQ.